# 皇家城堡 (华沙)
52°14′52″N 21°0′51″E / 52.24778°N 21.01417°E
皇家城堡（波蘭語：Zamek Królewski w Warszawie）是位於波蘭首都華沙的宮殿建築，从16世纪末到瓜分波兰200年间波兰君主的正式驻地，坐落於华沙老城入口处的城堡广场。
在历史上，皇家城堡曾一再受到瑞典、勃兰登堡、德国、俄国军队的破坏和掠夺。
1791年，欧洲第一部现代宪法與世界上第二古老的国家宪法——五三宪法，由下议院在此起草。在19世纪，1830年11月起义失败后，皇家城堡被沙皇用作一个行政中心。从1926年到第二次世界大战，这座宫殿用作波兰总统伊格纳齐·莫希齐茨基的总统府。经过第二次世界大战的破坏后，皇家城堡又被重建起来。
目前，皇家城堡被列为国家历史古迹，开辟为国家博物馆。

## 圖集

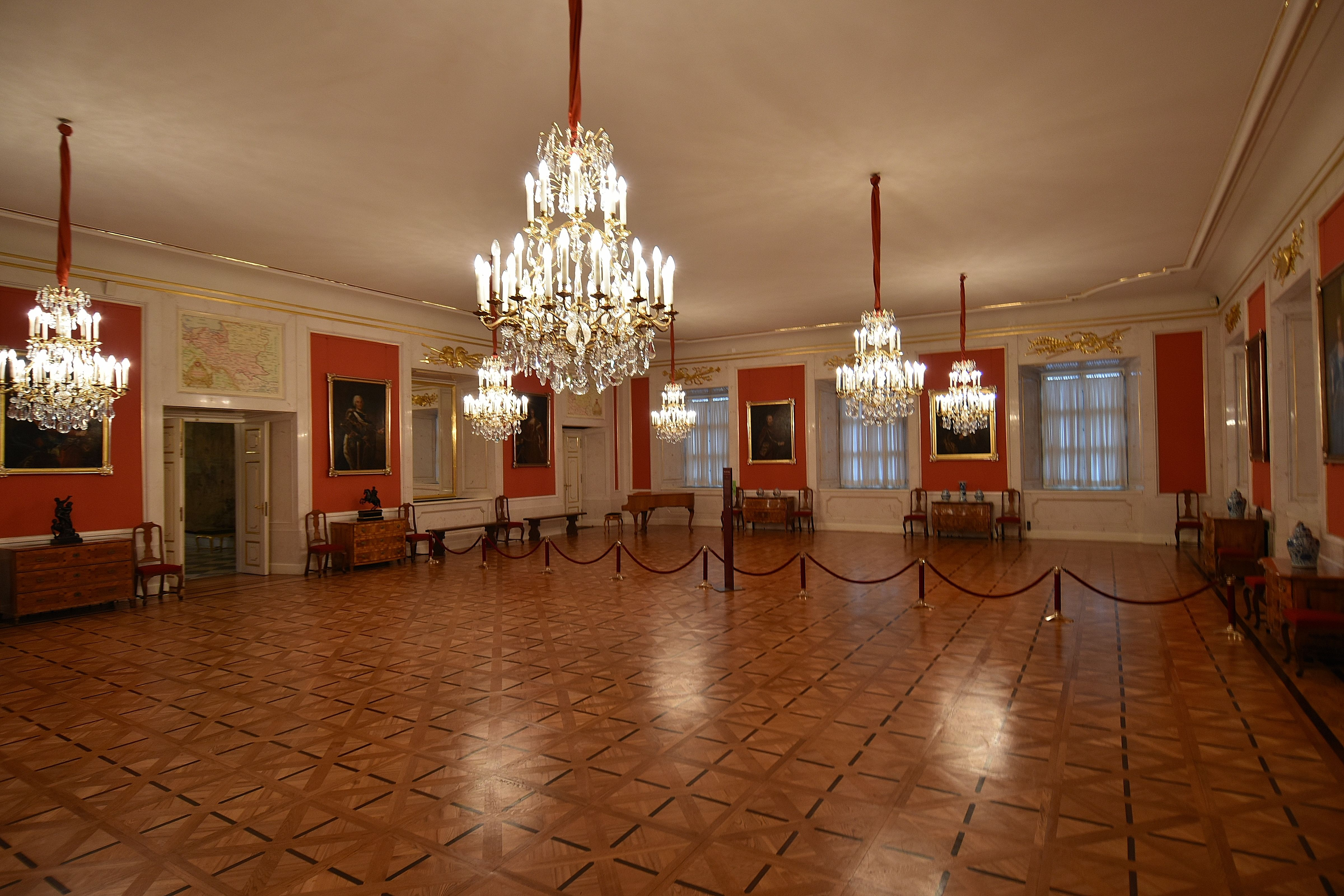
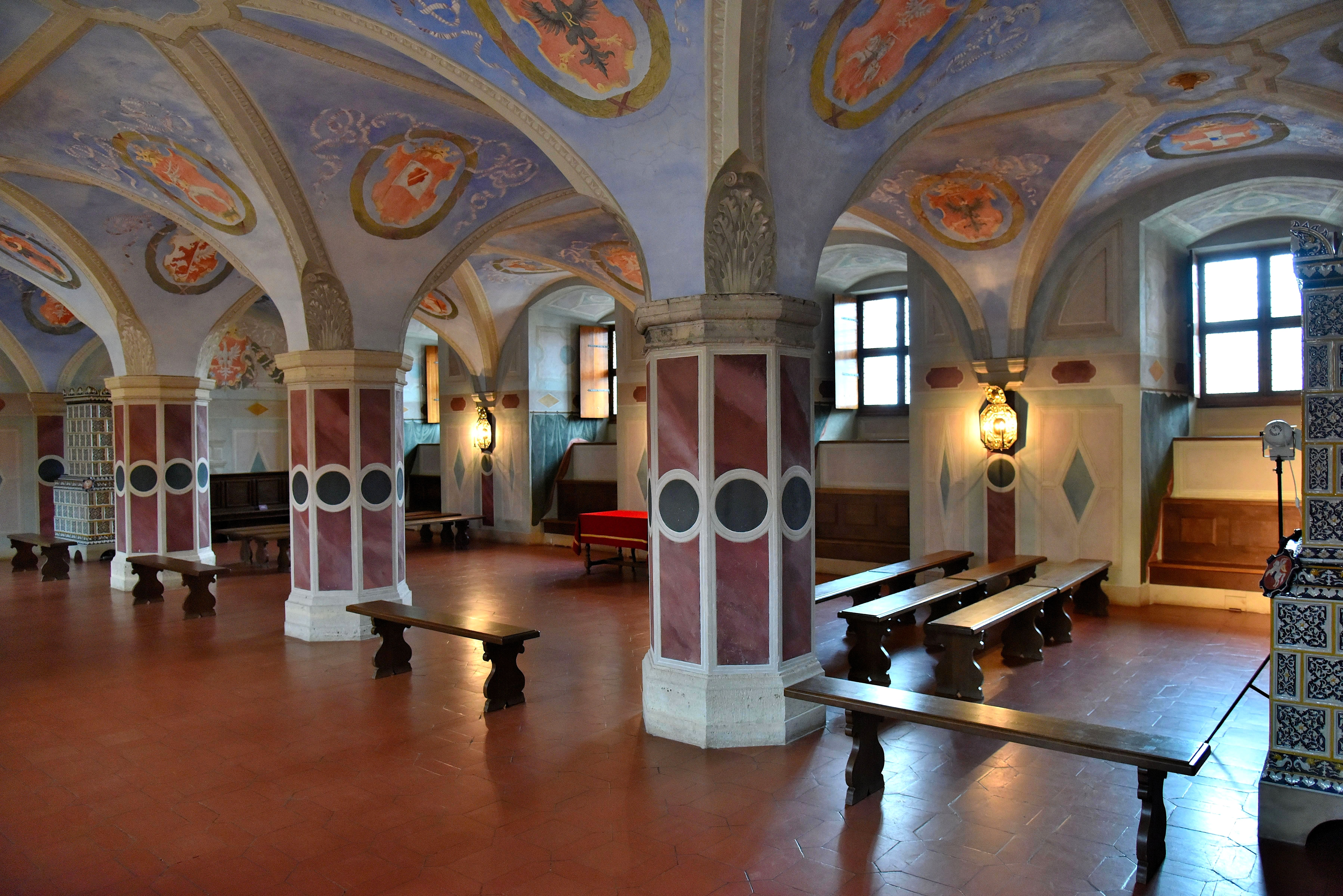
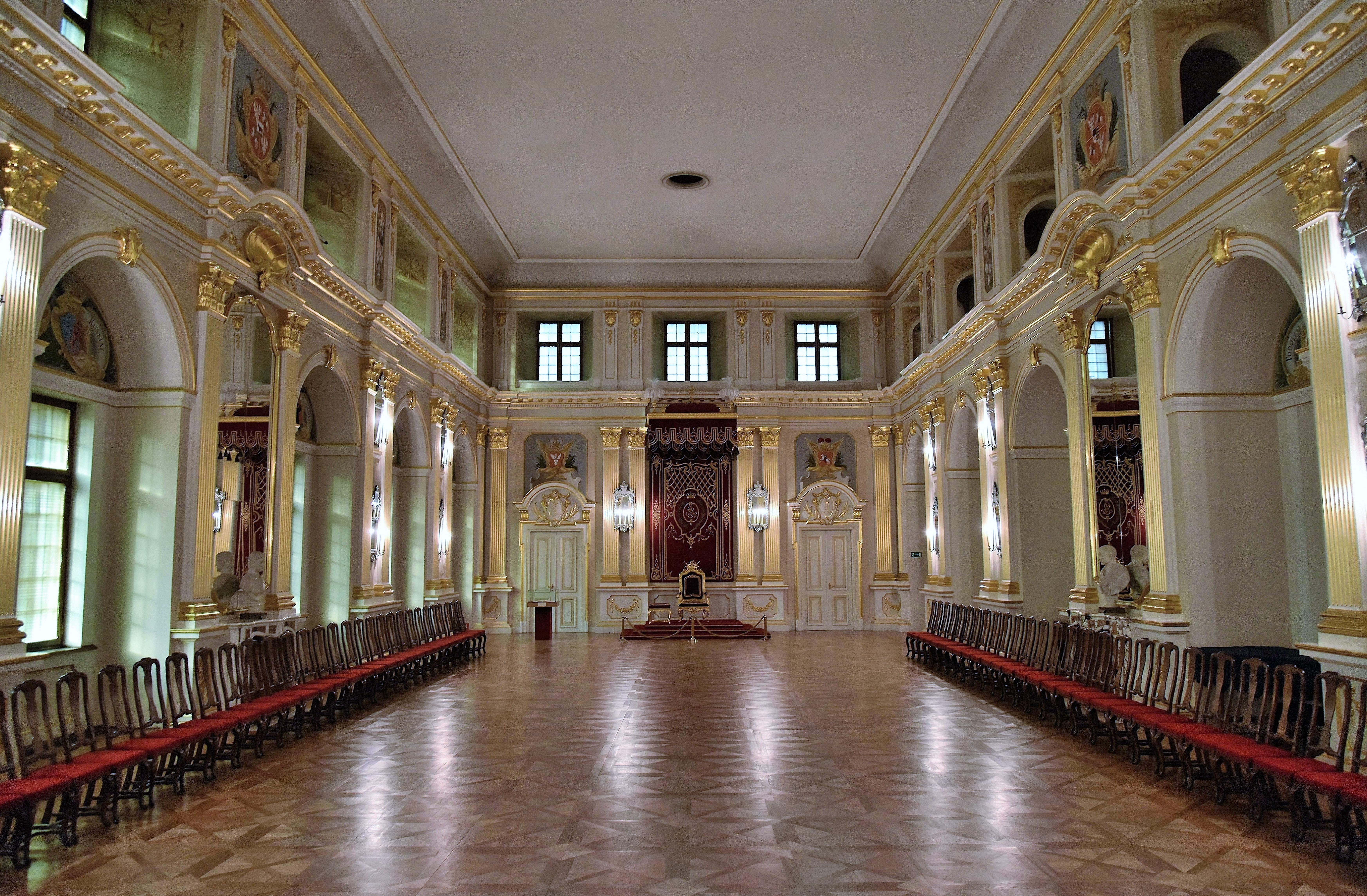
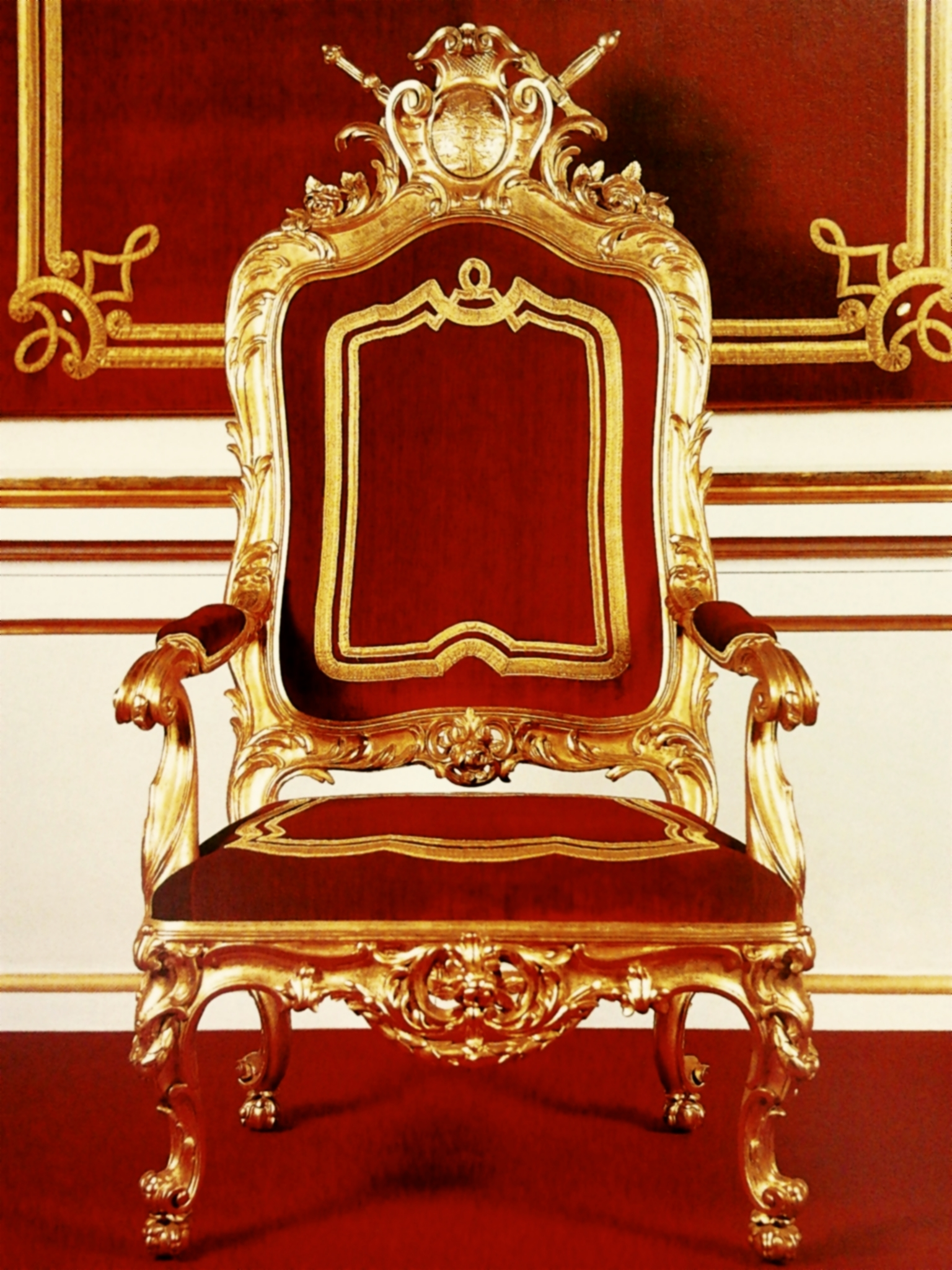
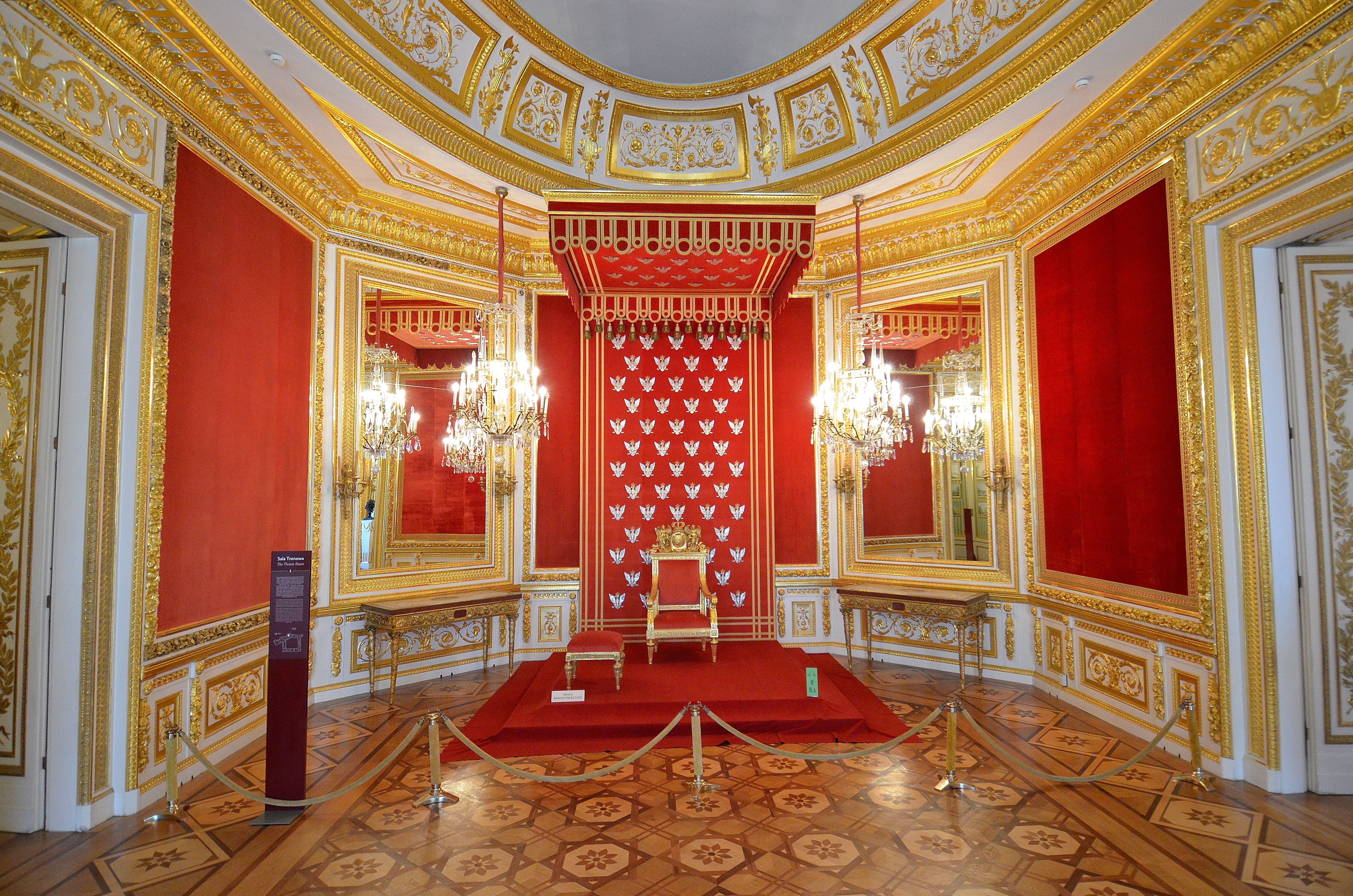
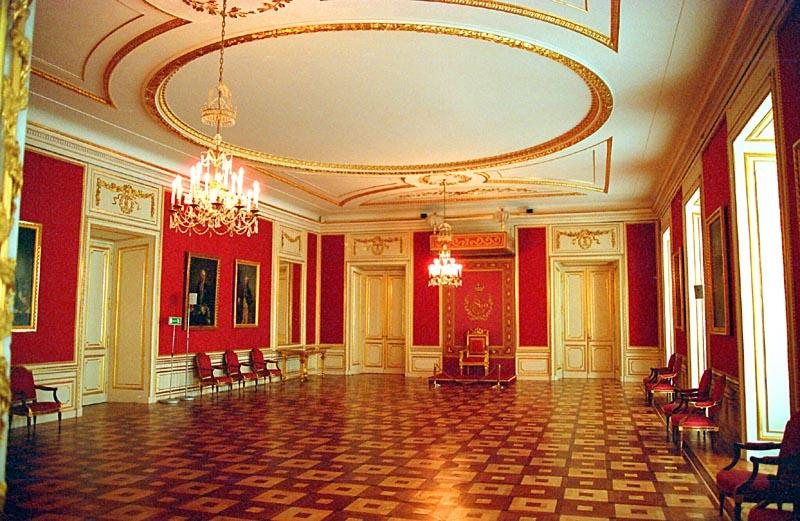
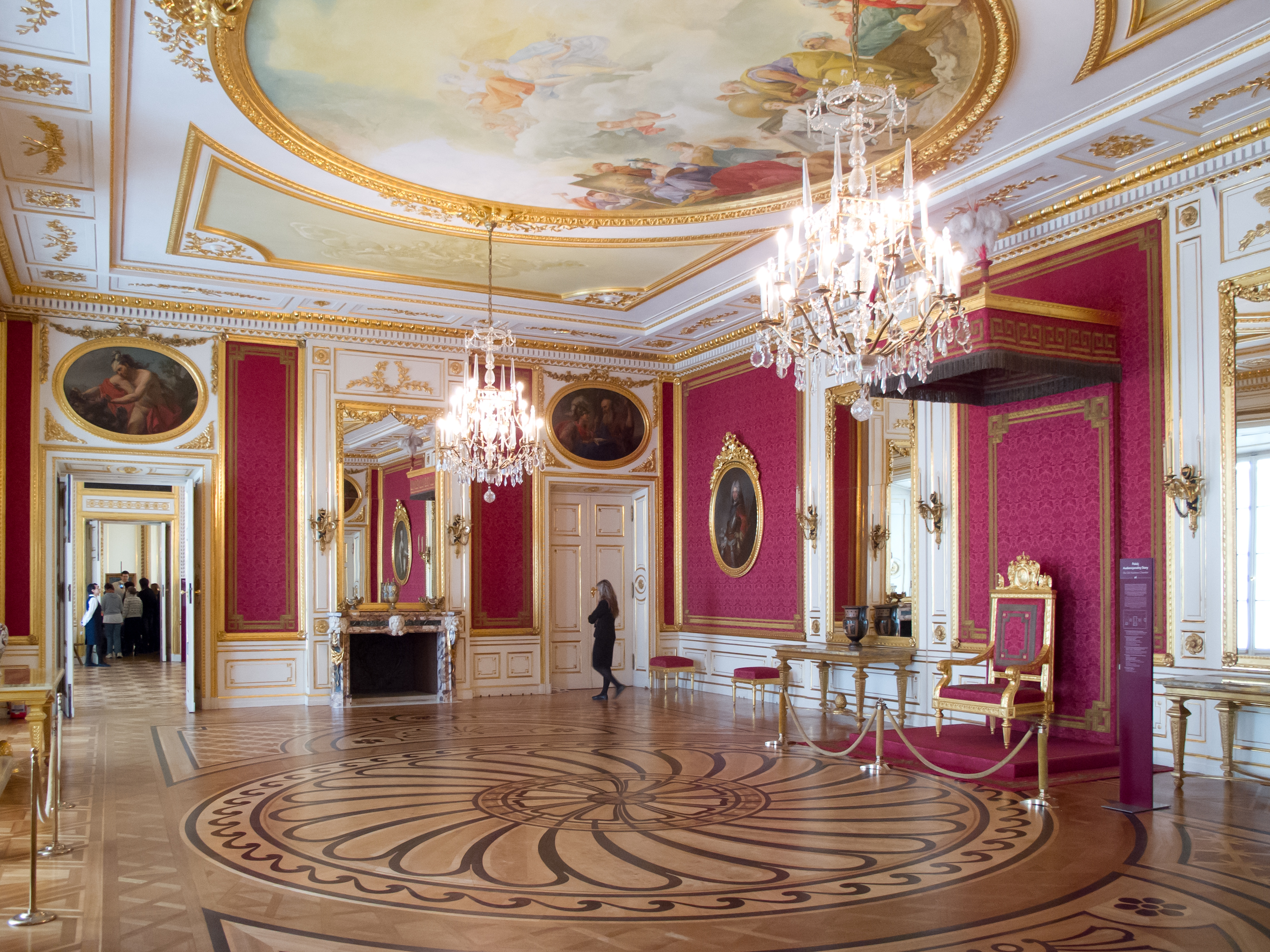
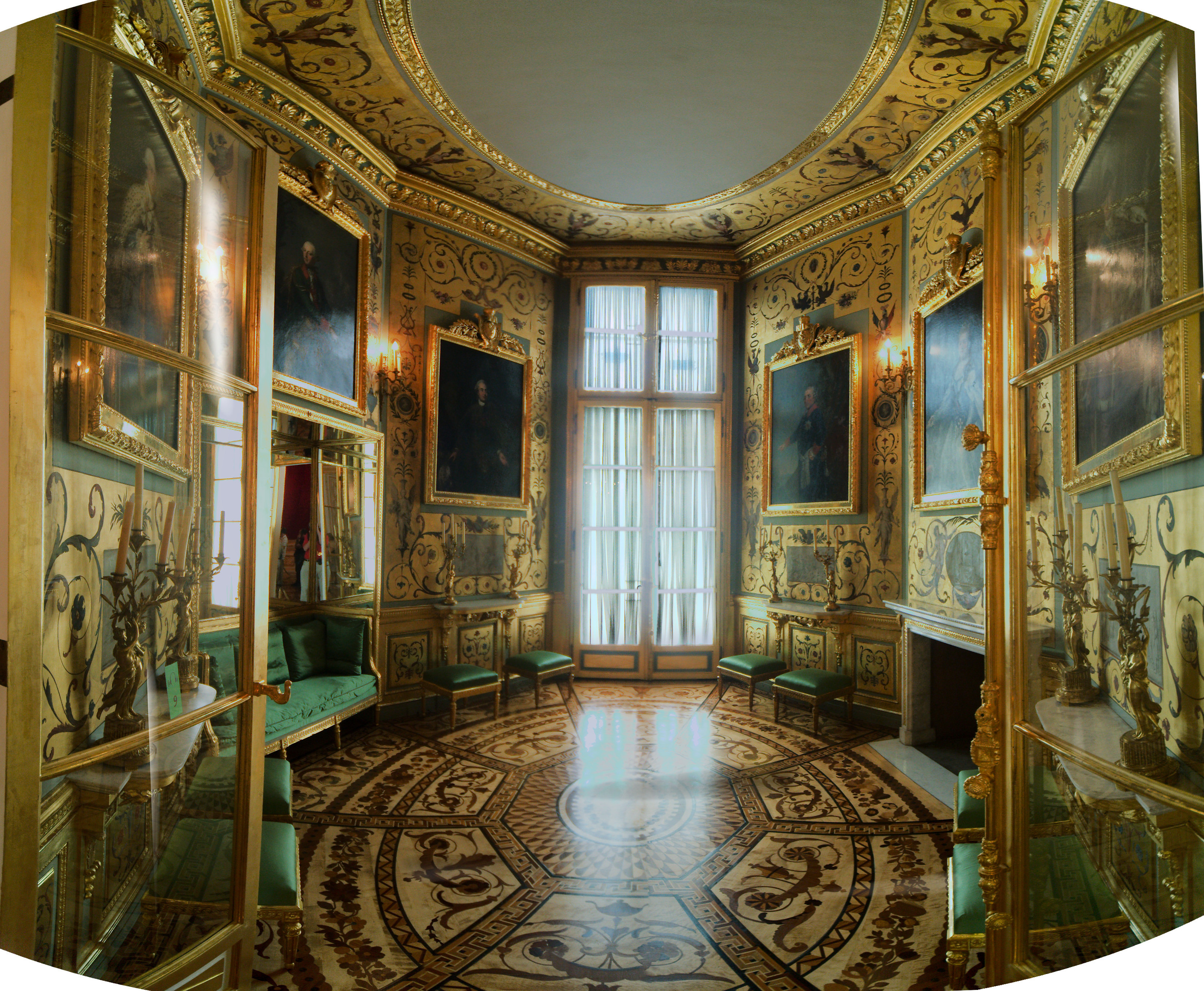
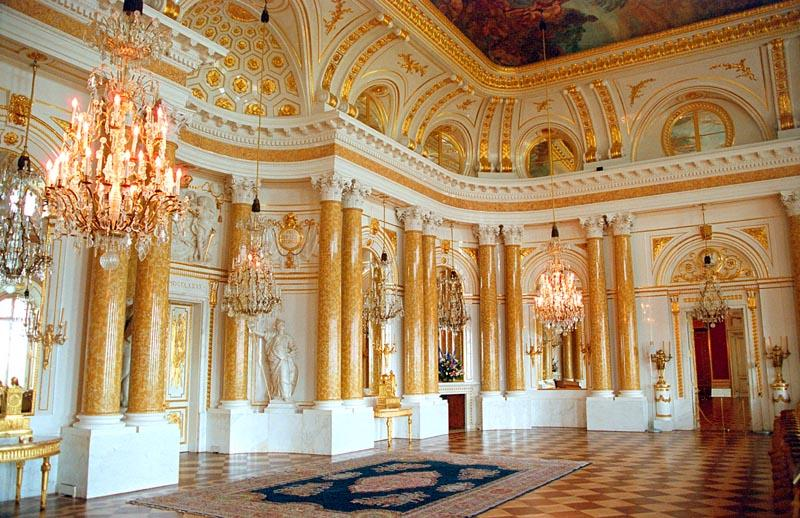
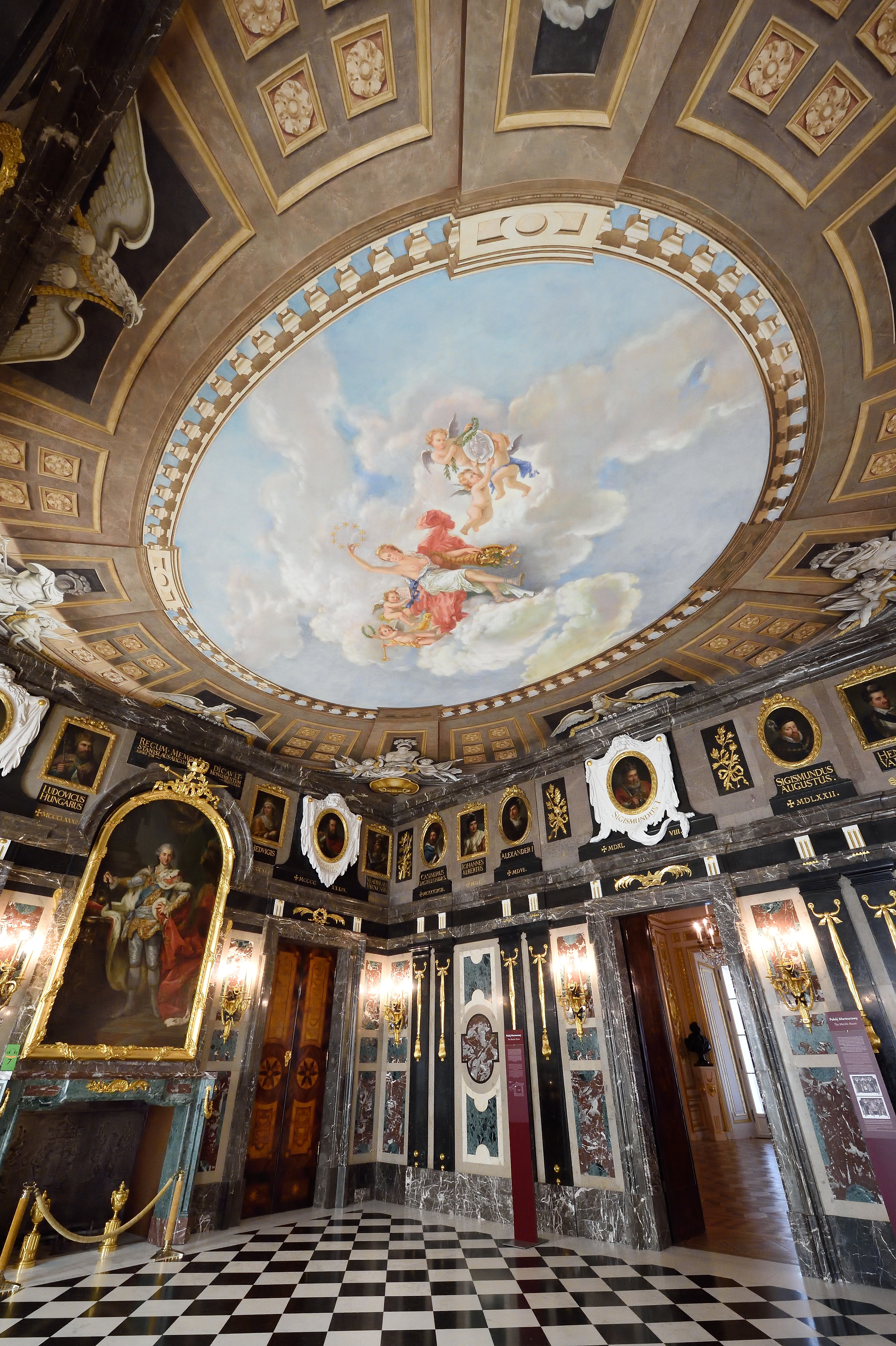
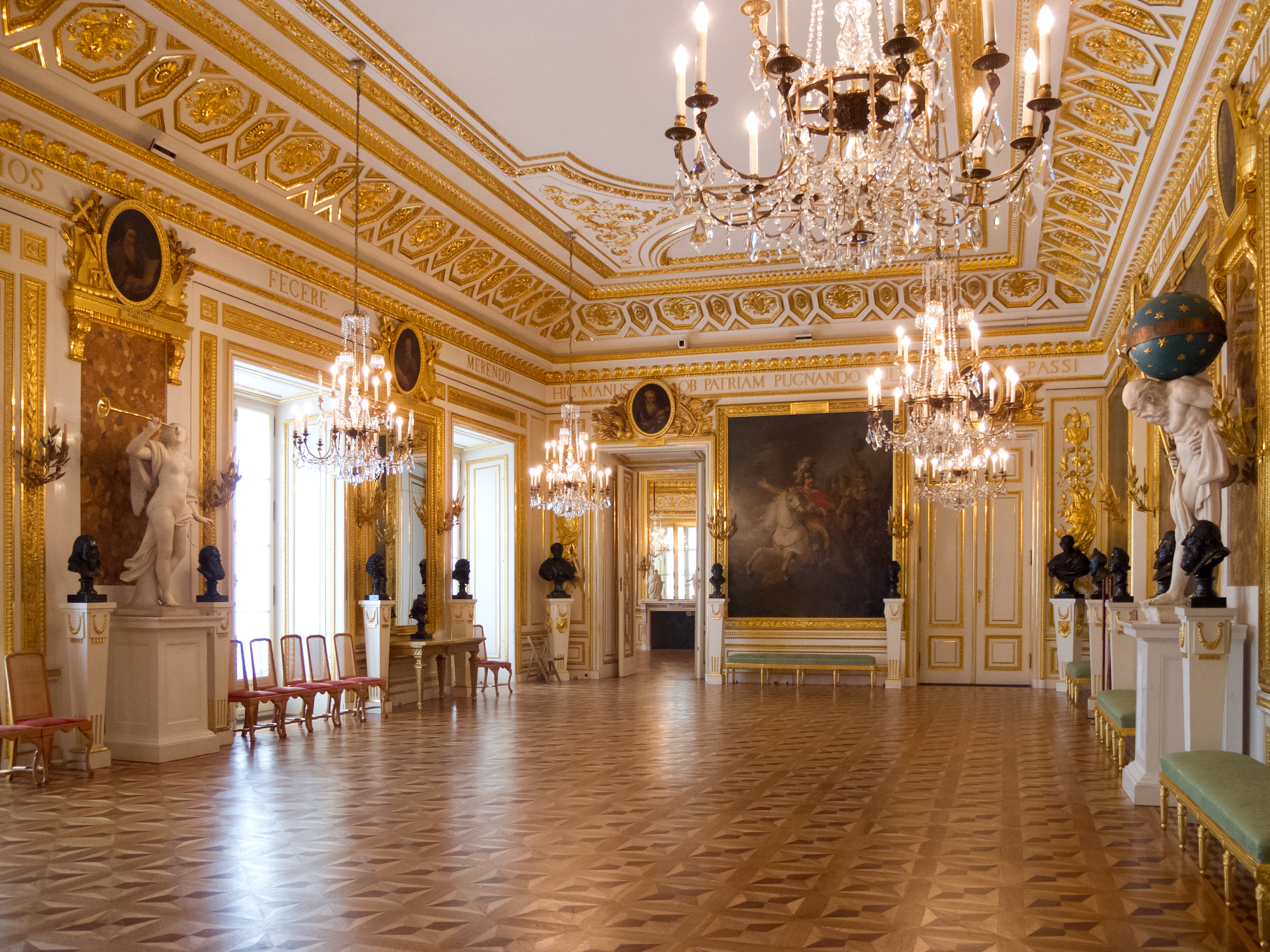
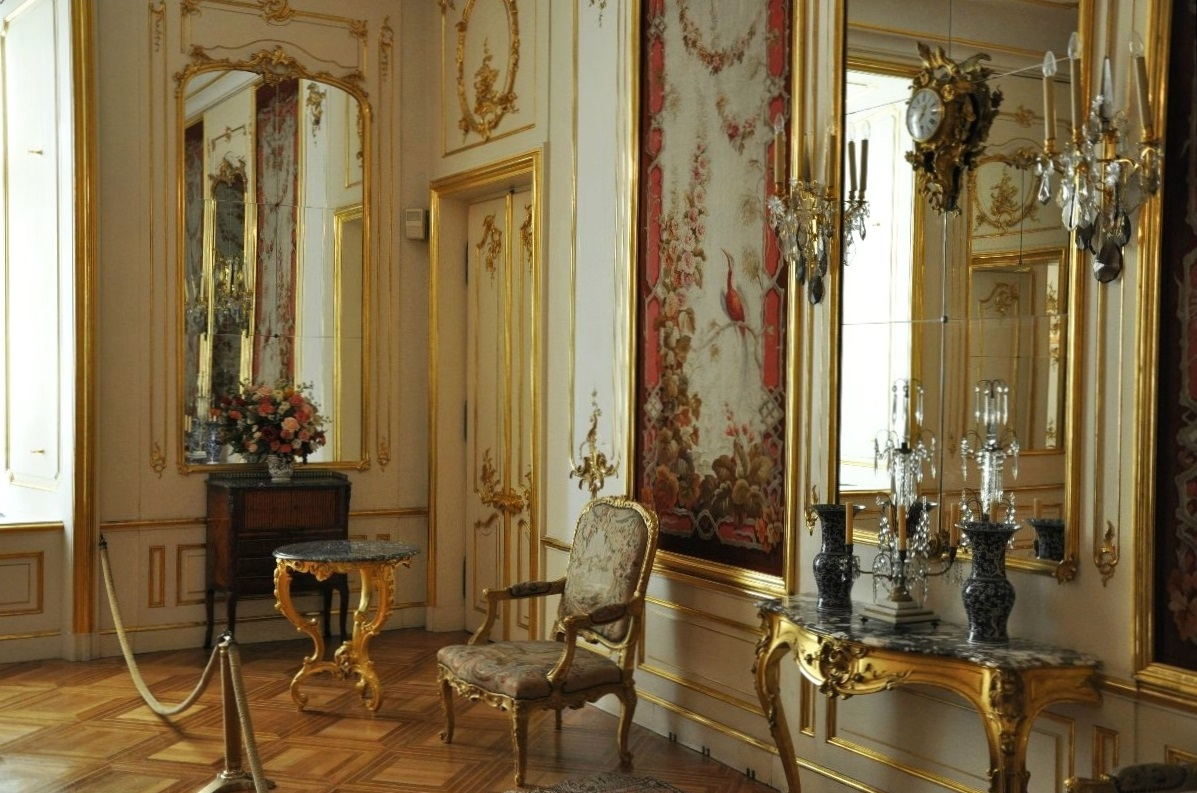
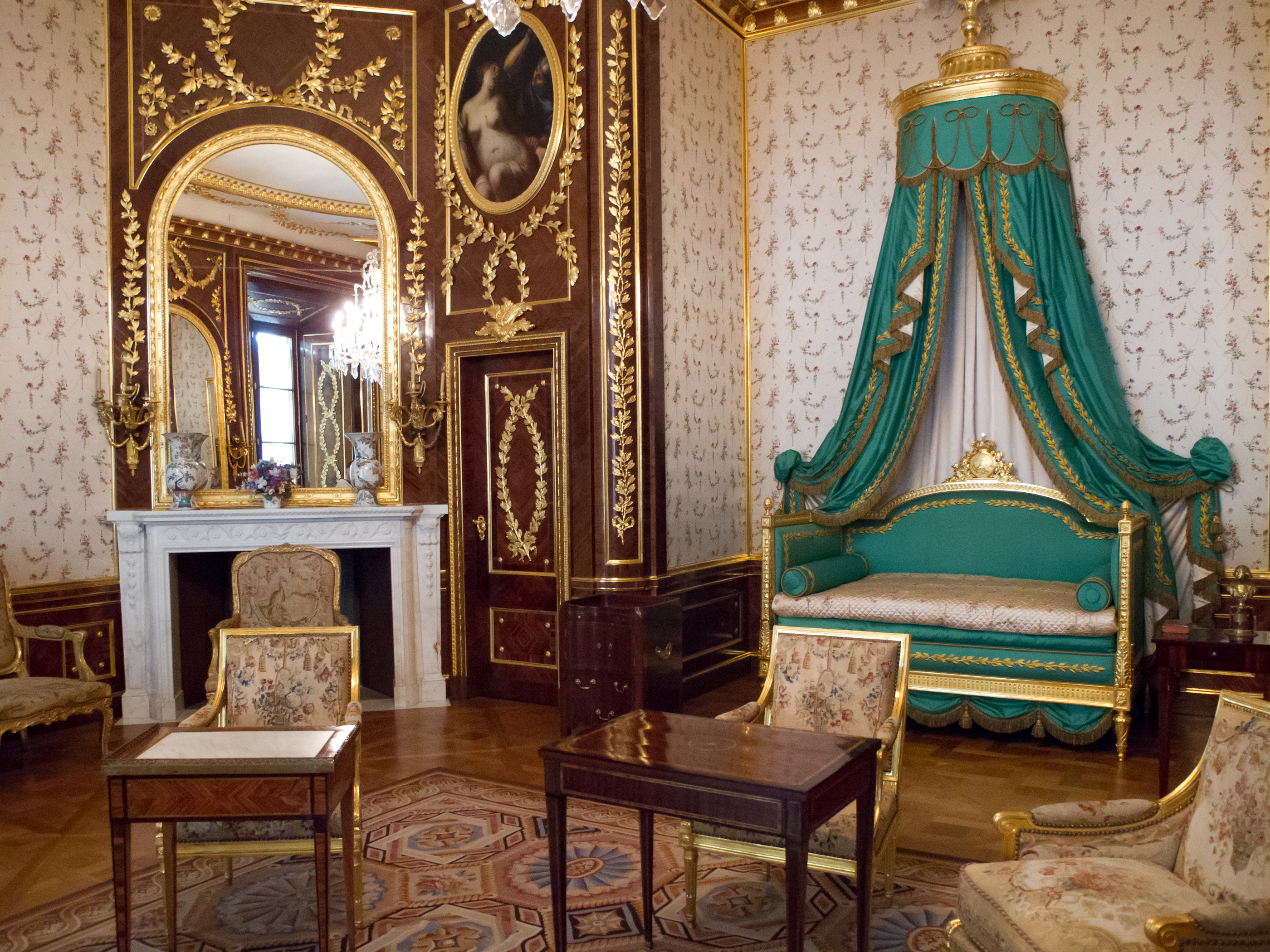
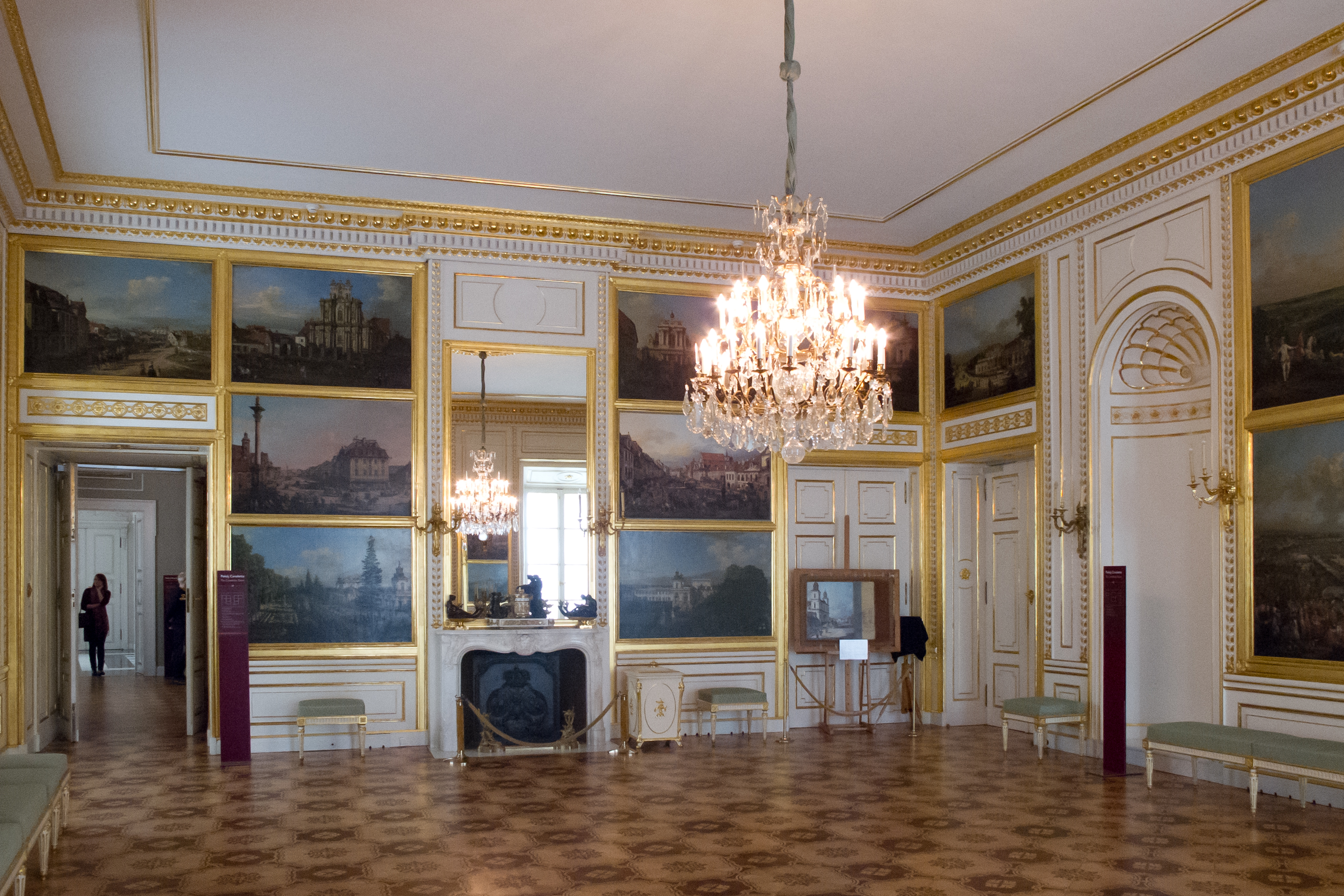
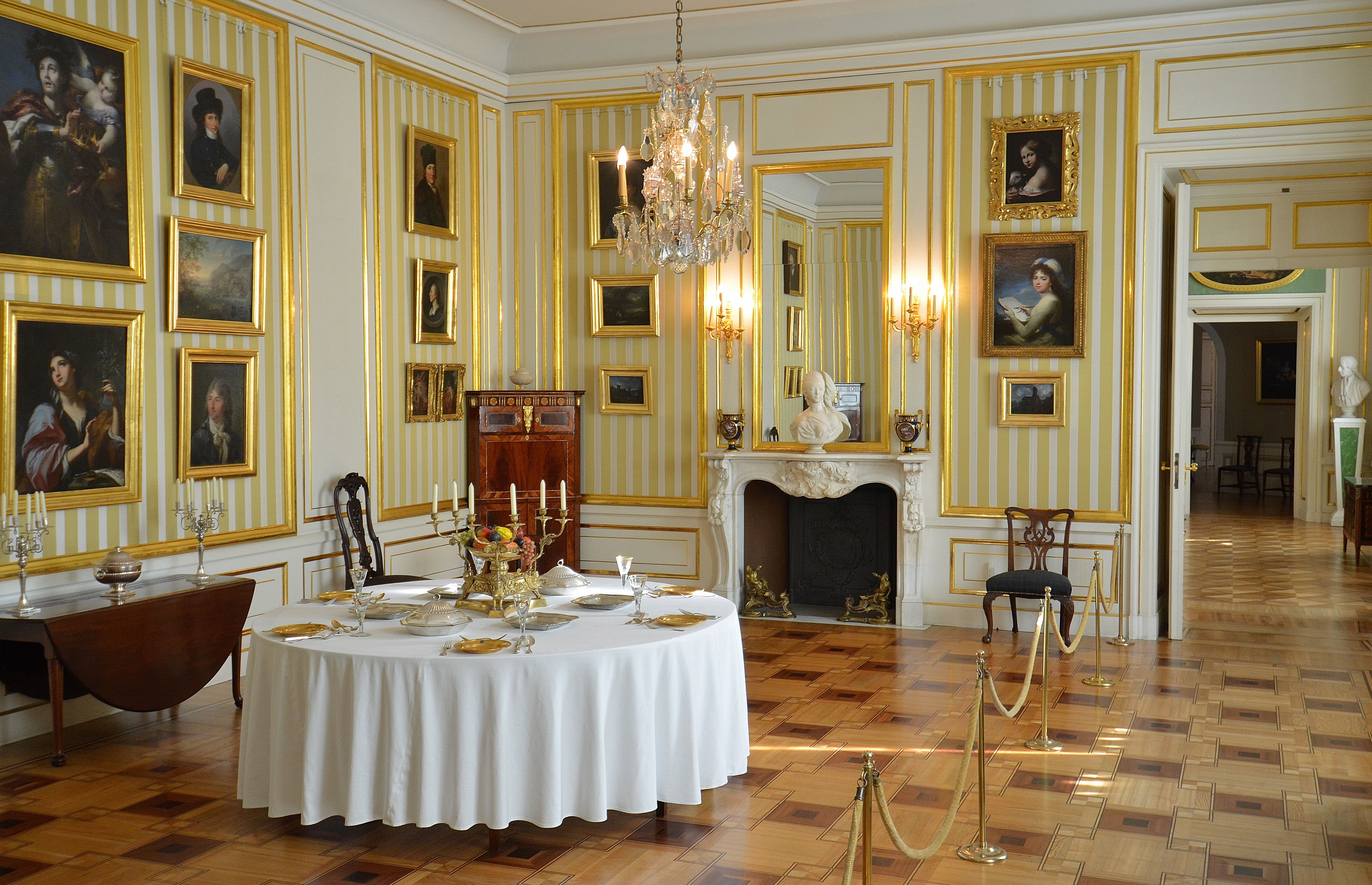
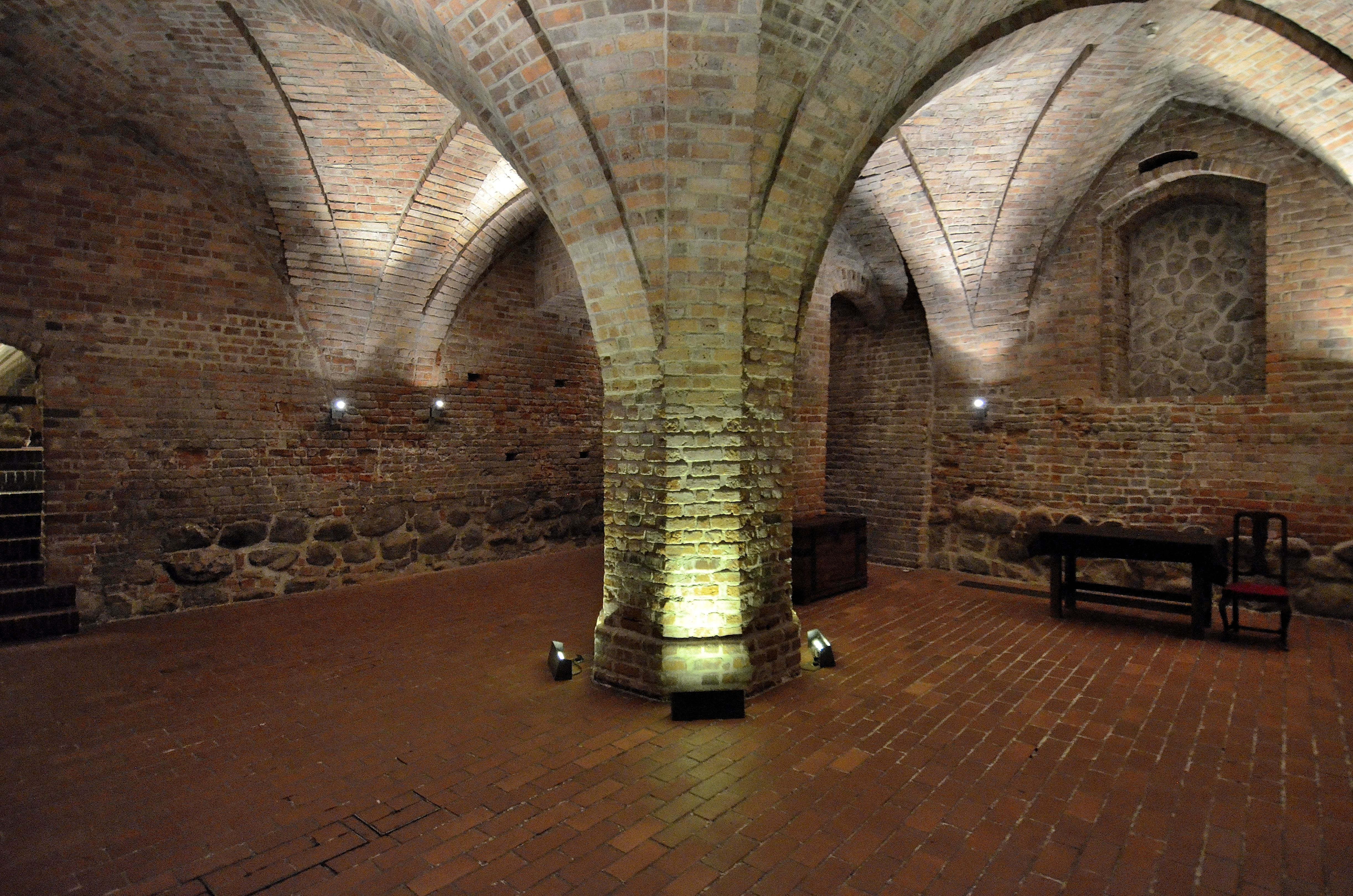
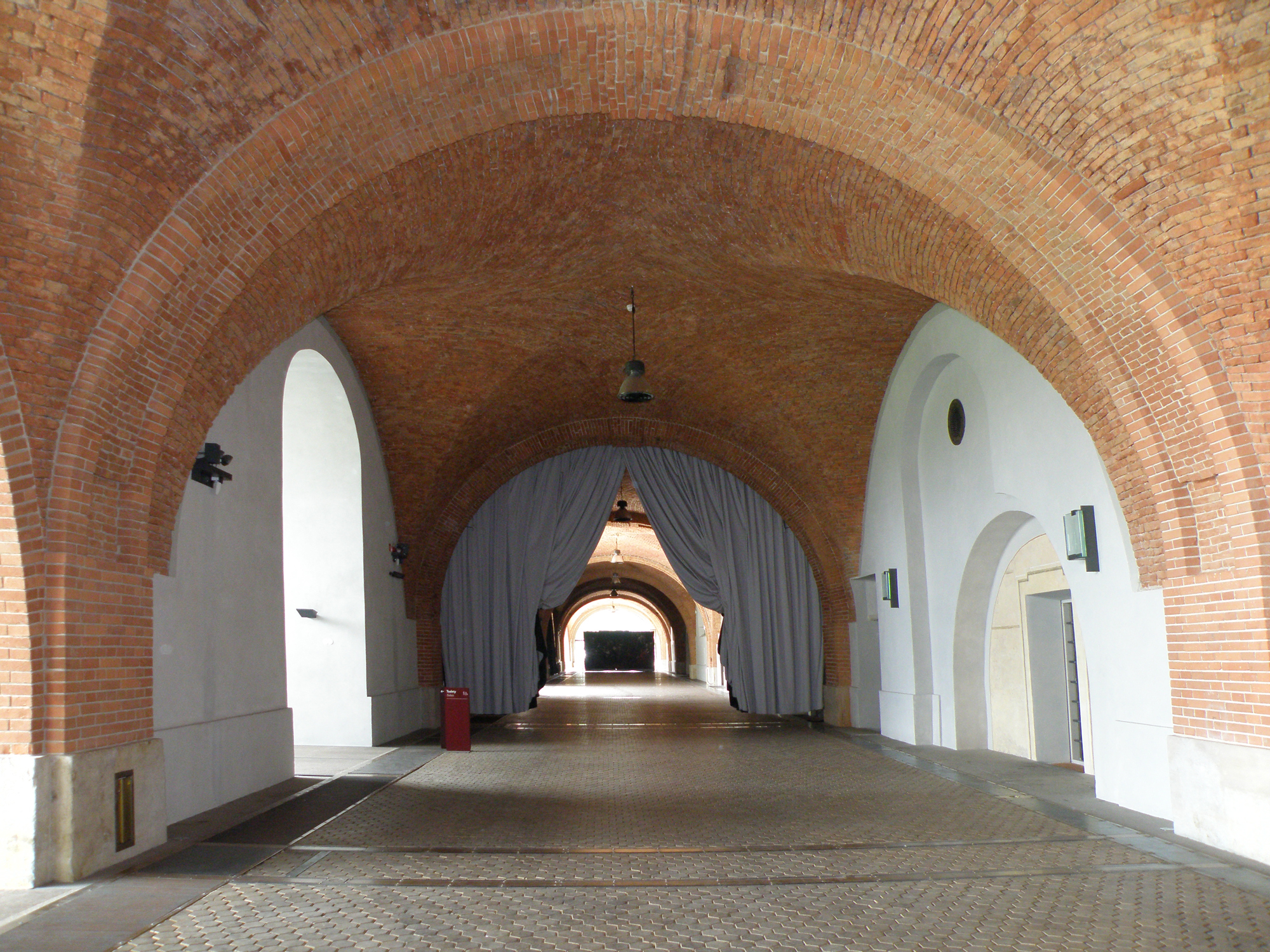

## 脚注
1. ↑  （波兰語） . www.dziedzictwo.pl.   [2008-07-18]. （原始内容存档于2008-04-18）.
2. ↑  （波兰語） . www.zamek-krolewski.pl.   [2008-07-18]. （原始内容存档于2011-07-27）.
3. ↑  （波兰語） . www.zamek-krolewski.pl.   [2008-07-22]. （原始内容存档于2008-07-30）.